# Зелена морска котка
Зелената морска котка още западна гриветка (Chlorocebus sabaeus) е вид бозайник от семейство Коткоподобни маймуни (Cercopithecidae).

## Разпространение
Видът е разпространен в Бенин, Буркина Фасо, Гамбия, Гана, Гвинея, Гвинея-Бисау, Кот д'Ивоар, Либерия, Мали, Сенегал, Сиера Леоне и Того. Внесен е в Барбадос, Кабо Верде и Сейнт Китс и Невис.